# جلال أباد يك (مشيز بردسير)
جلال أباد يك (بالإنجليزية: Jalalabad-e Yek)‏ هي مستوطنة تقع في إيران في كرمان.